# 吉拉普尔
吉拉普尔（Jirapur），是印度中央邦Rajgarh县的一个城镇。总人口16815（2001年）。

## 人口
该地2001年总人口16815人，其中男性8700人，女性8115人；0—6岁人口2744人，其中男1368人，女1376人；识字率62.34%，其中男性为73.06%，女性为50.86%。